# Міжнародна Асоціація якості
Міжнародна Асоціація якості (МАЯ "СовАсК").
МАЯ "СовАсК" створена в 1991 році, як організація науково-технічної громадськості, зацікавленої і яка бере участь у вирішенні проблем якості продукції та послуг. Одним із засновників і колективним членом МАЯ "СовАсК" є Українська асоціація якості.
Головна мета МАЯ "СовАсК" - формування громадської думки та сприяння розвитку і використанню методів і засобів в галузі забезпечення якості та їх гармонізації з міжнародно-визнаними нормами і правилами. У діяльності МАЯ "СовАсК" беруть участь індивідуальні та колективні члени. Вищими, керівними та виконавчими органами Асоціації є Загальні збори членів Асоціації, Правління, Бюро і Генеральна дирекція. Вища посадова особа - президент Асоціації, що обирається строком на 4 роки. Генеральну дирекцію очолює Генеральний директор.
Українська Асоціація якості представлена в МАЯ "СовАсК" віце-президентом (президентом УАЯ) і двома членами правління МАЯ "СовАсК".
У складі МАЯ "СовАсК" створені і працюють галузеві (міжгалузеві) комітети, Союз за якістю оборонної продукції, створено ряд регіональних, галу-зевих і міжнародних сертифікаційних центрів, а також власні підприємства, що спеціалізуються на вирішенні проблем якості. Сформовані проблемні комісії з різних аспектів якості та сертифікації.